# Кузманович, Здравко
Здравко Кузманович (серб. Здравко Кузмановић; род. 22 сентября 1987[…], Тун, Берн) — сербский футболист, игравший на позиции полузащитника. Известен по выступлениям за футбольные клубы «Базель», «Фиорентину», «Штутгарт», миланский «Интер». Выступал в национальной сборной Сербии. Здравко родился в Швейцарии в семье сербских эмигрантов. Продолжил семейную традицию, став футболистом, как его дед и отец.

## Клуб
Кузманович отыграл 2 года за швейцарский «Базель» и в январе 2007 года за 3 миллиона евро перешёл в «Фиорентину». 4 марта Кузманович провёл свой первый матч в Серии А против «Торино». 17 февраля 2008 года он провёл свой первый гол за «фиалок» в ворота «Катании».
31 августа 2009 года Кузманович переходит в «Штутгарт». Первый матч сыгран 12 сентября того же года против «Гамбурга», первый гол за клуб был забит 4 ноября 2009 года, в матче Лиги чемпионов против «Севильи» (1:1). Первый гол в Бундеслиге 21 ноября 2009 года против «Герты» (1:1). Всего за «Штутгарт» Кузманович провёл 96 игр в Бундеслиге, 10 игр на Кубок Германии и 21 игру в еврокубках.
В январе 2013 года Здравко Кузманович перешёл из «Штутгарта» в миланский «Интернационале» за 1.2 миллиона евро.

## Сборная
В начале 2007 года Футбольный союз Сербии начал переговоры о возможности игры Здравко за национальную сборную Сербии, и он принял это предложение. Хотя Кузманович родился в Швейцарии и играл на молодёжном уровне за сборную Швейцарии, он решил играть за Сербию, заявив, что так ему велит его сердце.

## Достижения
«Базель»
- Обладатель Кубка Швейцарии: 2018/19